# Shannon Hills (Arkansas)
Shannon Hills es una ciudad ubicada en el condado de Saline en el estado estadounidense de Arkansas. En el Censo de 2010 tenía una población de 3143 habitantes y una densidad poblacional de 542,23 personas por km².

## Geografía
Shannon Hills se encuentra ubicada en las coordenadas 34°37′10″N 92°24′3″O / 34.61944, -92.40083. Según la Oficina del Censo de los Estados Unidos, Shannon Hills tiene una superficie total de 5.8 km², de la cual 5.8 km² corresponden a tierra firme y (0%) 0 km² es agua.

## Demografía
Según el censo de 2010, había 3143 personas residiendo en Shannon Hills. La densidad de población era de 542,23 hab./km². De los 3143 habitantes, Shannon Hills estaba compuesto por el 71.46% blancos, el 21.25% eran afroamericanos, el 0.32% eran amerindios, el 1.3% eran asiáticos, el 0% eran isleños del Pacífico, el 3.44% eran de otras razas y el 2.23% pertenecían a dos o más razas. Del total de la población el 7.06% eran hispanos o latinos de cualquier raza.